# Campo do Lenheiro
O Campo do Lenheiro foi o primeiro campo a ser palco das partidas do Corinthians. Estava situado na Rua dos Imigrantes (atual Rua José Paulino), na esquina da Rua Ribeiro de Lima, no bairro do Bom Retiro, na região central da cidade de São Paulo. Em 1910, ano de sua fundação, o Corinthians precisou de um local para treinar e mandar seus jogos. A primeira solução encontrada foi um aluguel de 30 mil réis (pago pelos seus sócios, que na maioria eram empregados da São Paulo Railway) de um campo de um vendedor de lenha, que usava o terreno para guardar o material de trabalho. O local ficaria conhecido como Campo do Lenheiro. Jogadores, diretores e associados capinaram eles mesmos o terreno para a realização dos primeiros treinos da equipe.
A estreia do Corinthians no local foi já na 2° partida de sua história, contra o Estrela Polar. Esta partida ficaria marcada por ser a primeira vitória do Corinthians e por ser a primeira em que o Corinthians marcou um gol (o primeiro foi feito pelo centroavante italiano Luiz Fabbi). O Corinthians jogou lá dentre 1910 e 1912. Com a crescente popularidade do time, o Campo do Lenheiro já não era mais capaz de suportar a torcida, com isso, o Corinthians atuou no Parque Antártica e no Estádio da Floresta nos anos seguintes.
Em 1914, na segunda participação do clube na Liga Paulista, o Corinthians criou um novo escudo, com as letras P e C. O C fazia referência ao Campo do Lenheiro e as mulas que puxavam os bondes da cidade, já que a ferradura é símbolo de sorte.
O local não existe mais.